# Burg Bärwalde
Die Burg Bärwalde (offizielle Bezeichnung in der Landesdenkmalliste Burgruine und Gutspark) sind die Überreste einer gotischen Wasserburg in Bärwalde, einem Ortsteil der Gemeinde Niederer Fläming im Landkreis Teltow-Fläming im Land Brandenburg. Von der Burg und dem später gebauten Schloss sind nur noch Ruinen und ein ursprünglicher Wohnturm erhalten.

## Lage
Die Kreisstraße 7207 führt von Norden kommend in den Ort und zweigt dort in östlicher Richtung ab. Von ihr führt die Dorfstraße in südwestlicher Richtung durch eine doppelreihige, mit Kastanien bepflanzte Allee zu einer kleinen Anhöhe, auf der die Burgruine steht. Das Gelände ist im 21. Jahrhundert nicht eingefriedet.

## Geschichte

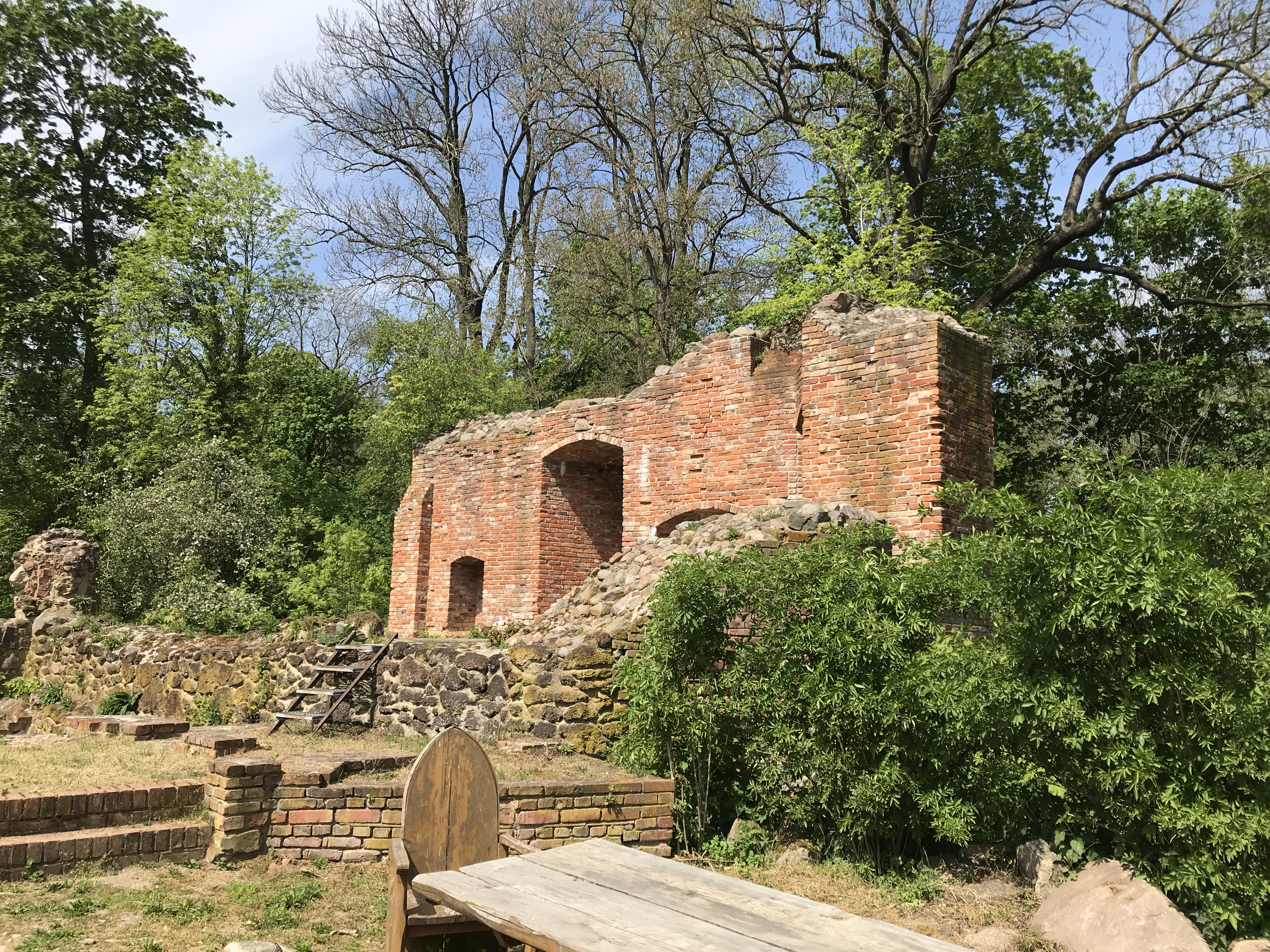
Reste der Schlossmauer

In der Zeit der Slawen bestand im 10./11. Jahrhundert bereits eine Wallanlage, deren Erdmassen im 13. Jahrhundert umgeformt wurden. Bislang ist unklar, ob die Burg durch sächsische oder brandenburgische Herrscher gegründet wurde. Möglich ist auch, dass der Magdeburger Bischof Wichmann von Seeburg die Gründung bzw. den Ausbau vornahm. Hiltrud und Carsten Preuß bewerten die Lage der Burg in ihren Ausführungen zu den Guts- und Herrenhäusern im Landkreis Teltow-Fläming oberhalb des Dorfes als „eine hervorragende strategische Position“ im Mittelalter. Etwa 500 Meter von der Burg entfernt befindet sich der Burgwall Bärwalde, vermutlich ein Vorgängerbau dieser Burg.
In Begleitung des Markgrafen von Brandenburg erschienen die Herren von Bärwalde. In den folgenden Jahrzehnten folgten ihnen im Jahr 1366 die Herren von Slawtitz (Slautitz). 1375 wurde die Burg erstmals als Feste erwähnt. Im 15. Jahrhundert übernahm die Familie von Wollenfels (Waldenfels) die Burg, die das Gut als Lehen erhalten hatte. Nachdem die Niederlausitz an Böhmen gefallen war, beanspruchten die dortigen Herrscher auch das Bärwalder Ländchen. Mit dem Gubener Frieden im Jahr 1462 kam das Ländchen zum Kurfürstentum Brandenburg und war dort bis 1680 eine brandenburgische Exklave im Gebiet des Erzstift Magdeburgs. Nach der Familie von Slawtitz kam Bärwalde um 1470 zur Familie von Leipzig. Durch Erbteilung entstand im 17. Jahrhundert im benachbarten Herbersdorf ein Gutshof. Durch eine weitere Erbteilung wurde das Bärwalder Ländchen zum Beginn des 18. Jahrhunderts unter den fünf Besitzern aufgeteilt und 1734 durch den königlich-preußischen Generalleutnant Gottfried Emanuel von Einsiedel durch Ankauf der Dörfer Bärwalde, Weißen, Rinow, Herbersdorf, Kossin, Meinsdorf und Wiepersdorf wiedervereinigt. Nach seinem Tod 1745 übernahm seine Tochter Sofia Dorothea die Dörfer. Sie behielt ihren Wohnsitz in Wiepersdorf, verpachtete Bärwalde zunächst, um es mit Wirkung vom 10. Februar 1780 für 98.000 Taler an Joachim Erdmann von Arnim zu verkaufen. Unter seiner Leitung wurde die Burg zu einem herrschaftlichen Wohnsitz ausgebaut. Hiltrud und Carsten Preuß vermuten, dass sich Bettina von Arnim auf Grund des „angenehmeren Klima“ im Sommer in Bärwalde aufhielt. 1880 entstanden im Schloss Wiepersdorf Supraporten mit einer Ansicht des Bärwalder Schlosses aus der Zeit um 1784.
Mit dem Wiener Kongress kam Bärwalde im Jahr 1815 zu Preußen. Nach dem Zweiten Weltkrieg wurden die von Arnims enteignet und das Gebäude auf Grundlage des SMAD-Befehls Nr. 209 zum Abriss freigegeben. Neubauern nutzten das Baumaterial, um eigene Höfe zu errichten. Bei der Schleifung des Gutshauses kam ein mittelalterlicher Turm aus Raseneisenstein zum Vorschein. Das Material war für die Neubauern schwer nutzbar und so blieb der Turm stehen.
Auf Initiative des Amtes Niederer Fläming wurde die Anlage ab 1996 zunächst gesichert und touristisch erschlossen. 1998 erfolgte die Reparatur des Turms, dessen Notdach durch ein frei rekonstruiertes Dach ersetzt wurde. Vor dem Gelände entstand ein Rastplatz mit einer Informationstafel zur Geschichte der Anlage und ihrer Umgebung.

## Baubeschreibung

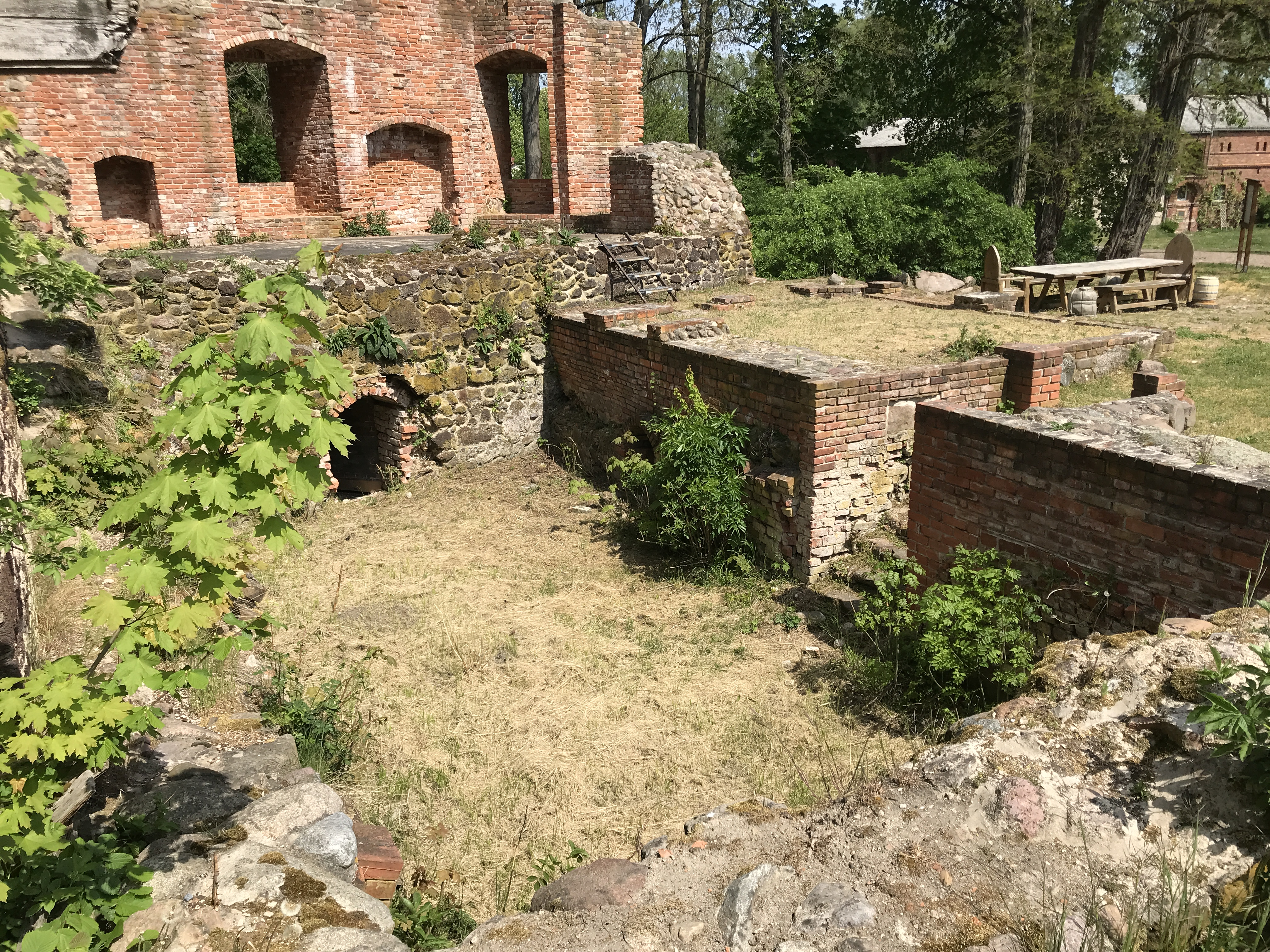
Kellergewölbe

Aus den in Wiepersdorf erstellten Supraporten des Bärwalder Schlosses sind einige Rückschlüsse auf das damalige Erscheinungsbild möglich. Es bestand aus einer dreigeschossigen Anlage, die L-förmig aufgebaut war. Sie stand auf einem der beiden Erdhügel mit den Abmessungen 120 m × 60 m bzw. 120 m × 45 m, die von einem Wassergraben umgeben waren. Das rot eingedeckte Dach war vergleichsweise steil.
Nach der Schleifung ist nur noch der dreigeschossige Wohnturm aus Raseneisenstein vorhanden. Bis auf wenige Ecksteine waren die Steine unbehauen und nur wenig lagig geschichtet. Wenige, noch erhaltene Fensterlaibungen wurden aus Mauersteinen erstellt. Zur weiteren Anlage gehört die Ruine eines langgestreckten Raumes, der ursprünglich ein Tonnengewölbe trug. Im rechten Winkel hierzu existiert ein weiterer Raum.